# 牧村信之
牧村 信之（まきむら のぶゆき）は、日本の総理府技官。科学技術庁原子力安全局長や、海洋科学技術センター理事長、原子力安全技術センター理事長などを歴任した。

## 人物・経歴
1948年東京工業大学（のちの東京科学大学）窯業科卒業。1959年から1960年まで核物理及び原子炉工学研究のため連合王国へ出張。
科学技術庁原子力局政策課長補佐を経て、1965年科学技術庁原子力局調査課長。1967年科学技術庁原子力局原子力開発機関監理官。1971年科学技術庁研究調整局調整課長。
1974年科学技術庁資源調査所長、資源調査会委員。1977年科学技術庁原子力安全局長。1986年海洋開発審議会委員。1987年東京応化科学技術振興財団評議員。2013年新技術振興渡辺記念会理事。
新技術開発事業団専務理事、海洋科学技術センター理事長、原子力安全技術センター理事長、原子力安全技術センター顧問等も歴任した。

## 脚註
1. ↑  官界通信 : 政策評価・人事政策等行政・人事情報紙 (1457) 雑誌 (官界通信社, 1980-07)
2. ↑  人事異動原子力委員会
3. ↑  官報昭和42年本紙第12171号 20頁
4. ↑  官報昭和46年本紙第13436号 8頁
5. ↑  官報昭和49年本紙第14235号 12頁
6. ↑  官報昭和49年本紙第14247号 27頁
7. ↑  官報昭和52年本紙第15143号 10頁
8. ↑  官報昭和61年本紙第17750号 12頁
9. ↑  役員･評議員在任歴 昭和62年6月∼
10. ↑  3.5 歴代の理事長・理事・監事・顧問・事務局長創立35周年記念誌
11. ↑  財団30年に寄せて東京応化科学技術振興財団
12. ↑  JAMSTEC 1(1)(1) 雑誌 海洋科学技術センター情報管理室 編 (海洋科学技術センター情報管理室, 1989-01)
13. ↑  セイフティダイジェスト = Safety & health digest : 安全衛生保護具・検知警報器・標識の専門誌 40(4)(463) 雑誌 (日本保安用品協会, 1994-04)